# Rajd Cypru 1998
Rajd Cypru 1998 (26. Cyprus Rally) – 26 edycja rajdu samochodowego Rajd Cypru rozgrywanego na Cyprze. Rozgrywany był od 25 do 27 września 1998 roku. Była to pięćdziesiąta runda Rajdowych Mistrzostw Europy w roku 1998 (rajd miał najwyższy współczynnik - 20) oraz szósta runda Rajdowych Mistrzostw Cypru.

## Klasyfikacja rajdu
| Miejsce                      | Kierowca                     | Pilot                        | Samochód                     | Czas                         | Strata                       |                              |
| Klasyfikacja generalna i ERC | Klasyfikacja generalna i ERC | Klasyfikacja generalna i ERC | Klasyfikacja generalna i ERC | Klasyfikacja generalna i ERC | Klasyfikacja generalna i ERC | Klasyfikacja generalna i ERC |
| ---------------------------- | ---------------------------- | ---------------------------- | ---------------------------- | ---------------------------- | ---------------------------- | ---------------------------- |
| 1.                           | Andrea Navarra               | Alessandra Materazzetti      | Subaru Impreza 555           | 4:56:26                      | 0.0                          |                              |
| 2.                           | Emil Triner                  | Miloš Hůlka                  | Škoda Octavia Kit Car        | 5:04:01                      | +7:35                        |                              |
| 3.                           | Andreas Peratikos            | Harris Episkopou             | Mitsubishi Lancer Evo III    | 5:07:05                      | +10:39                       |                              |
| 4.                           | Savvas Panteli               | Nikitas Stavrinou            | Mitsubishi Lancer Evo V      | 5:12:46                      | +16:20                       |                              |
| 5.                           | Christakis Fitidis           | George Pouyioukas            | Proton Wira 4WD              | 5:13:09                      | +16:43                       |                              |
| 6.                           | Panagiotis Theofanides       | Nikos Theofanides            | Subaru Impreza 555           | 5:19:20                      | +22:54                       |                              |
| 7.                           | Lakis Parellis               | Panayiotis Shialos           | Opel Corsa GSi               | 5:27:46                      | +31:20                       |                              |
| 8.                           | Doros Constantinou           | Toulis Aristodemou           | Toyota Starlet EP91          | 5:30:20                      | +33:54                       |                              |
| 9.                           | Prodromos Prodromou          | Marios Vassiliades           | Peugeot 205 GTI              | 5:31:35                      | +35:09                       |                              |
| 10.                          | Kyriakos Nikola              | Christos Pagoni              | Mazda 323 GT-R               | 5:34:17                      | +37:51                       |                              |
| Mistrzostwa Cypru            |                              |                              |                              |                              |                              |                              |
| 1.                           | Andreas Peratikos            | Harris Episkopou             | Mitsubishi Lancer Evo III    | 5:07:05                      | 0.00                         |                              |
| 2.                           | Savvas Panteli               | Nikitas Stavrinou            | Mitsubishi Lancer Evo V      | 5:12:46                      | +5:41                        |                              |
| 3.                           | Christakis Fitidis           | George Pouyioukas            | Proton Wira 4WD              | 5:13:09                      | +6:04                        |                              |
| 4.                           | Panagiotis Theofanides       | Nikos Theofanides            | Subaru Impreza 555           | 5:19:20                      | +12:15                       |                              |
| 5.                           | Lakis Parellis               | Panayiotis Shialos           | Opel Corsa GSi               | 5:27:46                      | +20:41                       |                              |
| 6.                           | Doros Constantinou           | Toulis Aristodemou           | Toyota Starlet EP91          | 5:30:20                      | +23:15                       |                              |
| 7.                           | Prodromos Prodromou          | Marios Vassiliades           | Peugeot 205 GTI              | 5:31:35                      | +24:30                       |                              |
| 8.                           | Kyriakos Nikola              | Christos Pagoni              | Mazda 323 GT-R               | 5:34:17                      | +27:12                       |                              |